# کاتالان‌ها

کاتالان‌ها مردم کاتالونیا بخشی خودمختار در شمال شرقی کشور اسپانیا و کسانی که اصلیت شان به آنجا بازمی‌گردد هستند. همچنین ساکنان بخشی از جنوب فرانسه که مجاور کاتالونیا است و در کاتالونیا به کاتالونیای شمالی و در فرانسه به پایس کاتالان معروف است نیز معمولاً کاتالان شمرده می‌شوند.

## جغرافیا
اکثر کاتالان‌ها در اسپانیا زندگی می‌کنند که تعدادشان بیش از ۷ میلیون نفر است. حداقل ۱۰۰٬۰۰۰ کاتالان زبان در فرانسه زندگی می‌کنند و بیش از ۳۱٬۰۰۰ در اندورا و ۲۰٬۰۰۰ نفر در ایتالیا (اکثراً در ساردنی) هستند. به علاوهٔ این‌ها تعداد نامعلومی از آن‌ها در زمان قدرتمندی امپراطوری اسپانیا به قارهٔ آمریکا رفته و کلونی‌های مهمی در شیلی ٫ کوبا، پورتوریکو، جمهوری دومینیکن و عموماً در آمریکای لاتین ایجاد کرده‌اند.

## جنبش استقلال خواهی کاتالان‌ها
جنبش ناسیونالیسم کاتالونیا خواستار به رسمیت شناخته شدن شخصیت سیاسی کاتالونیا با منطقه کاتالونی زبان است. این جنبش در دوران رمانتیسم در اواسط قرن نوزدهم متولد شد. این جنبش به همراه جنبش ناسیونالیسم باسک، از مردمی‌ترین جنبش‌های مقاومت در برابر گرایش‌ها سانترالیسم و همگون سازی دولت مدرن اسپانیا است. این جنبش در رنسانس یا احیای فرهنگی و ادبی ریشه دارد که در سال ۱۸۳۳ با نام «رنایخنسا» آغاز شد و به زمانی بازمی‌گردد که «کارلس آریباو» قصیده «به سرزمین پدری» را به زبان کاتالونی منتشر کرد. این زبانی بود که عملاً در آن زمان استفاده نوشتاری نداشت. ناسیونالیسم کاتالونیا بر مبنای قومیت استوار نیست، بلکه بر اساس زبان، فرهنگ، تاریخ و سرزمین استوار است و از نظر سنتی عمیقاً از مذهب کاتولیک تأثیر پذیرفته‌است. «والنتی آلمیرال» بنیان‌گذار ناسیونالیسم کاتالونیایی از سال ۱۸۷۹ تا ۱۸۸۷ بر عرصه کاتالان تسلط داشت و به این جنبش ماهیتی سیاسی بخشید. وی برای اولین بار روزنامه‌ای به زبان کاتالونب منتشر ساخت. عقیده و خط فکری او بر مبنای استقرار حکومت فدرالی از نوع آمریکایی استوار بود. در سال ۱۸۸۵، یک نهاد فرهنگی کاتالونی «لوح یاد بود دفاع از منافع اخلاقی و مادی کاتالونیا» را که به امضای روشنفکران و صنعتگران آن منطقه رسیده بود، به شاه آلفونس دوم هدیه کرد. مدتی بعد برخی از اعضای این نهاد نخستین حزب ناسیونالیست کاتالونیا را بنیان نهادند که «لیگادو کاتالونیا» (اتحاد کاتالونیا) نام داشت. این حزب دارای گرایش‌ها رمانتیزم و از نظر اجتماعی محافظه کار بود. نخستین موفقیت آن دفاع از خاستگاه قانون مدنی کاتالان بود. این قانون برای «باسس مانرسا» که از شخصیت‌های مطرح منطقه بشمار می‌رفت، الهام بخش واقع شد؛ و او در سال ۱۸۹۲ پیشنهاد اصلاحات سیاسی را ارائه کرد. این پیشنهاد که جمعی از هنرمندان، فرهیختگان و لیبرال‌ها در نوشتن آن نقش داشتند، خواستار دولت فدرال، رسمیت یافتن زبان کاتالونی و حق رأی صنفی بودند. در سال ۱۹۰۱ این حزب نام خود را به حزب «منطقه گرا» تغییر داد. جایگاه ناسیونالیسم کاتالونی در بین مردم در این ایالت ناسیونالیسم به لایه‌های گسترده‌تر جامعه نفوذ کرده و تبدیل به گفتمان برتر سیاسی گردید. حزب از نظر انتخابات‌ها چنان محبوبیتی داشت که تقسیم‌بندی سیاسی سنتی اسپانیا از «محافظه کار – لیبرال» به «منطقه گرا – جمهوری‌خواه» تبدیل شد. در سال ۱۹۰۶ «انریک پارت دلاریبا» که رهبری حزب را بر عهده داشت، کتابی آموزشی به نام «ملیت کاتالان» را منتشر کرد. پارت نیز همچون سایر ناسیونالیستهای کاتالان، از «پان ایبریانیسم» دفاع می‌کرد. _پان ایبریانیسم پان ایبریانیسم آموزه‌ای سیاسی‌است که از اتحاد شبه جزیره ایبزیا حمایت می‌کند. این شبه جزیره از ایالت کاتالونیا و کاستیل اسپانیا، قسمتی از کشور فرانسه و جزایر اقیانوس اطلس و بخشی از کشور پرتغال تشکیل می‌شود. این تفکر در قرن هجدهم میلادی به وجود آمد و به سرعت ماهیت جمهوری خواهانه و فدرالی و مترقی یافت؛ ولی این تفکر در پرتغال با وجود حمایت افراد و چهره‌های مهم و با نفوذی همچون «تئو فیلو براگا» و «آنترو کوئنتال»، رونق چندانی نیافت. ایبریانیسم را می‌توانیم به عنوان نوعی ناسیونالیسم وحدت گرا نظیر جنبش‌های وحدت ایتالیایی‌ها و آلمان‌ها تلقی نماییم. انریک پارت دلا در ۱۹۱۴ به ریاست سازمان جدید «مانکو مونیتات» برگزیده شد که از نظر اداری چهار ایالت کاتالان (بارسلون، خرونا، لریذا و تاراگونا) را در بر می‌گرفت. این نخستین خود مختاری بود که در اسپانیا اعطا شده بود. در سال ۱۹۲۳، دیکتاتوری ژنرال «پریمو دریورا» این خود مختاری را لغو کرد. سپس در سال ۱۹۳۰، سوسیالیست‌ها، جمهوری خواهان و ناسیونالیست‌های کاتالونیا، علیه دیکتاتوری ژنرال پریمو ائتلاف کردند که به پیمان «سن سباستین» شهرت یافت. رهبری این ائتلاف بر عهده «ماچیا» رهبری ناسیونالیست‌های چپ‌گرا بود. پس از این ائتلاف کاتالونیا در سال ۱۹۳۲ بار دیگر به خود مختاری دست یافت و این نتیجه ائتلاف میان گروه‌های مختلف کاتالونی بود. سپس در دوران جنگ داخلی اسپانیا (از ۱۹۳۶ تا ۱۹۳۹) خود مختاری کاتالونیا افول کرده و بعد از جنگ و با به قدرت رسیدن ژنرال فرانکو که حکومتی فاشیستی به وجود آمد، عملاً کاتالونیا بار دیگر خود مختاری خود را از دست داد و تبدیل به مستعمره حکومت فرانکو شد. رهبران ناسیونالیسم کاتالونی در دهه ۱۹۷۰ فعالیت‌های علنی خود را از سر گرفت. نظام شبه فدرال اسپانیا در سال ۱۹۷۸، امتیازی بود که در ازای مشارکت ناسیونالیست‌های کاتالونیا و باسک؛ در گذار به دموکراسی به آن‌ها داده شد، کاتالونیا در سال ۱۹۷۹، به جایگاه تازه‌ای دست یافت. «خوردی پوخول»، بنیان‌گذار و رهبر حزب ناسیونالیست معتدل «همگرایی دموکراتیک کاتالونیا» در تمام انتخابات مستقلی که پس از سال ۱۹۸۰، برگزار شد به پیروزی دست یافت. این حزب خواستار این بود که اسپانیا، کاتالونیا را به عنوان یک ملت به رسمیت بشناسد و آرزوی حکومتی چند ملیتی را در سر می‌پروراند. یکی دیگر از پیشنهادها این حزب، این بود که اتحادیه اروپا باید تنوع فرهنگی خود را محترم بشمارد و با پرهیز از اشتباهات تاریخی ملت‌سازی، پایه‌های خود را بر اساس این تنوع فرهنگی بسازد. در نهایت ایالت کاتالونیا طی رفراندوم سال ۲۰۰۸ با رأی ۷۵٪ مردم اسپانیا به خود مختاری بیشتری دست یافت و نام این منطقه به نام کشور کاتالونیا در سازمان ملل ثبت گردید و اکثر سازمان‌های بین‌المللی دارای نماینده مستقل می‌باشد. پس از این رفراندوم رئیس‌جمهور کاتالونیا «پاسکال ماراگال» گفت: مردم کاتالونیا برگ جدیدی در تاریخ اروپا و جهان نوشتند.

## دین
دین اکثریت کاتالان‌ها مسیحی کاتولیک هستند در حالی که شمار قابل توجهی از آن‌ها ادعا می‌کنند که دینی ندارند.

## وضعیت اجتماعی
کاتالان‌ها اکثراً مردمی کارگر یا کشاورز بوده‌اند که به انحاء مختلف با اشرافیت و حکومت مرکزی که مادرید نماد آن به‌شمار می‌رود در تعارض بوده‌اند.
حتی ریشهٔ هیجان و خشونت وافر موجود در دربی ال کلاسیکو که همان مسابقهٔ میان دو تیم فوتبال بارسلونا و رئال مادرید است به همین تعارض تاریخی بازمی‌گردد.

## هویت و ملیت
بعضی از کاتالان‌ها از ملی‌گرایی کاتالانی و استقلال طلبی کاتالانی در اسپانیا و فرانسه حمایت می‌کنند که تعداد آن‌ها در فرانسه از اسپانیا کمتر است.

## کاتالان‌های مشهور

### هنرمندان
- سالوادور دالی

### موسیقی دان‌ها و خواننده‌ها
- پاو کاسالز

### معماران
- آنتونیو گائودی

### نویسندگان و شاعران
- جاسینت ورداگر

### سیاست مداران و رهبران
- پاپ الکساندر ششم

### ورزشکاران
از مشهورترین ورزشکاران کاتالان می‌توان کارلس پویول مدافع باشگاه بارسلونا و ژاوی هرناندز هافبک این باشگاه را نام برد.

### دیگران
جرارد پیکه
پپ گواردیولا